# Sphagoeme suturalis
Sphagoeme suturalis là một loài bọ cánh cứng trong họ Cerambycidae.